# Cemitério dos Protestantes (São Paulo)
O Cemitério dos Protestantes é um dos principais cemitérios da cidade de São Paulo. Ele está localizado na rua Sergipe, no bairro da Consolação, atrás do Cemitério da Consolação. Há muitas personalidades ilustres sepultadas nesse cemitério, como Charles Miller, “pai” do futebol no Brasil.
A Acempro (Associação Cemitério dos Protestantes) cuida da parte administrativa do cemitério há mais de 170 anos. Tanto a associação quanto o cemitério foram fundados em 1844 com o objetivo de sepultar imigrantes de tradição não-católica, principalmente protestantes alemães.

## História
A história do Cemitério dos Protestantes e da Acempro se confundem, visto que foram fundados paralelamente a partir do contexto da imigração alemã para o Brasil. Outros quatro cemitérios foram construídos pela Acempro para sepultar estrangeiros de tradição não-católica. O complexo da associação é dividido em cinco unidades: o Cemitério dos Protestantes, o Cemitério do Redentor, o Cemitério de Colônia, o Cemitério da Paz e o Cemitério e Crematório Horto da Paz.
O poder da Igreja católica na cidade de São Paulo nos anos 20 do século XIX era extremamente forte. Muitos eclesiásticos e católicos praticantes residiam na cidade, visto que o catolicismo era a religião oficial do país segundo a Constituição de 1824. Desde a fundação da cidade, os sepultamentos eram realizados em criptas sob as Igrejas ou em seus arredores. A população era, entretanto, crescente e havia muitos estrangeiros de tradição não-católica que precisavam ser enterrados. Não havia um local digno de sepultamento para imigrantes de outras religiões.
Para resolver esse conflito de segregação de protestantes e o rápido crescimento da população, D. Pedro I. determinou em 1828 que os túmulos do cemitério deveriam ser construídos a céu aberto. Porém essa medida levou décadas para ser implementada.
Em 1841 ocorreu um fato marcante que comprova a exclusão de pessoas não católicas dos cemitérios. O jovem alemão jurista e professor da faculdade de direito do largo São Francisco, Julios Frank, faleceu. Sua acolhida nos campos santos da cidade foi negada pelo fato de ele ser luterano. A mobilização dos estudantes culminou com o seu sepultamento em pátios internos das arcadas.
O cemitério dos Protestantes foi então criado em 1844, quando Henrich Henrichsen fez um pedido à câmara da cidade de São Paulo. O primeiro cemitério localizava-se na Rua São Caetano, com frente para o Campo da Luz. O cemitério era dividido em dois terrenos, um destinado a estrangeiros católicos e outro a estrangeiros não-católicos. Ele era chamado de "Cemitério dos Estrangeiros", "Cemitério dos alemães", "Cemitério dos Protestantes" ou "Cemitério da Luz".
Ao mesmo tempo foi criada a Acempro(Associação Cemitério dos Protestantes), cuja função era cuidar dos interesses administrativos do cemitério. Responsáveis por esse acontecimento são especialmente René Vanorden e Gustavo Knochblauch.
Por influência de Henrique Wieman a parte católica do cemitério foi consagrada em 1851. Em 1855, logo após a sua instalação, o terreno foi desapropriado para a construção da Av. Tiradentes. O restante do terreno foi utilizado para a construção de um novo cemitério com acesso pela rua Sergipe.
Em 1855, o Dr. Carlos Frederico Rath, um engenheiro responsável pela construção de diversos cemitérios na cidade de São Paulo, foi designado para projetar um deles no bairro da Consolação. Esse cemitério foi consagrado 3 anos depois em 1858. Surgiram então duas áreas: o Cemitério Católico da Ordem Terceira do Carmo e o Cemitério dos Protestantes. Os primeiros registros deste cemitério surgiram em 1862.
Carlos Rath foi sepultado em 1876 no próprio cemitério por ele idealizado. Ele faz parte de uma grande lista de ilustres estrangeiros que foram sepultados no Cemitério dos Protestantes.
Em 1883 foi realizada uma reforma no cemitério com verba de muitos estrangeiros alemães e ingleses. Nesta época existia uma grande comunidade de estrangeiros, principalmente de alemães, que participavam ativamente do comércio e da vida econômica da cidade de São Paulo, atuando em lojas, galerias de arte, pequenas manufaturas, comunidades religiosas, associações culturais, escolares, esportivas, entre outras.
No começo do século XX, diante da necessidade de planejar um novo cemitério, a Acempro institui-se formalmente como pessoa jurídica, para tornar possível a aquisição de um terreno na Av. Dr. Arnaldo. Nele foi construído o “Cemitério do Redentor”, inaugurado em 1922.
Com o rápido crescimento da cidade, a associação se deparou com o problema da superlotação. Assim a Acempro inaugurou dois novos projetos, em 1963 e 1995 para a construção do “Cemitério Jardim”: O “Cemitério da Paz” no bairro Morumbi, em São Paulo e o “Cemitério Horto da Paz”, localizado no município  Itapecerica da Serra.
O “Cemitério da Paz”, inaugurado em 1965, foi o primeiro “cemitério jardim” da América Latina.  O “Cemitério e crematório Horto da Paz” inaugurado em 1996 é considerado o cemitério mais bem planejado da grande São Paulo.
Em paralelo a esta expansão, em 1829, 129 famílias vindas da Alemanha, foram assentadas no bairro de Colônia na região de Parelheiros, no sul de São Paulo. Colônia foi, portanto, o primeiro lugar de imigração alemã na cidade de São Paulo. O isolamento destes colonos foi crucial para a construção de um cemitério na região. Na década de 1960 o cemitério foi desativado e ficou por muitos anos abandonado. A Acempra então o restaurou e reativou-o. O “Cemitério de Colônia retomou suas atividades em 2001.

## Acempro
A Associação Cemitério dos Protestantes beneficia outras 14 instituições além do cemitério. Cerca de 10% de seus investimentos é direcionado para a alfabetização de adultos e pré-escola para crianças da periferia. A escola “Céu Azul” mantida pela Acempro, ministrada pela Associação Cristã de Ensino, idealizada pelo engenheiro e presidente da associação, Flavio Severo Pereira de Magalhães, localiza-se no bairro Colônia e possui 260 alunos.
Também são desenvolvidas pesquisas históricas sobre a atividade funerária da cidade de São Paulo. Um livro foi lançado com base nessas pesquisas chamado: “Cemitério dos protestantes- Repouso de ilustres”, em que há uma breve contextualização histórica do nascimento do Cemitério dos Protestantes e uma lista com nomes de personalidades importantes que foram enterradas no local.
Desde 1993 a organização realiza pesquisas sobre o impacto ambiental, principalmente no aquífero freático. A instituição também se preocupa com o restabelecimento da fauna e da flora da região. Seus princípios são baseados na doutrina evangélica protestante.

## Pessoas ilustres sepultadas
Neste cemitério de iniciativa privada foram sepultadas algumas figuras históricas, dentre as quais as mais conhecidas são o esportista Charles Miller e a artista Anita Malfatti.

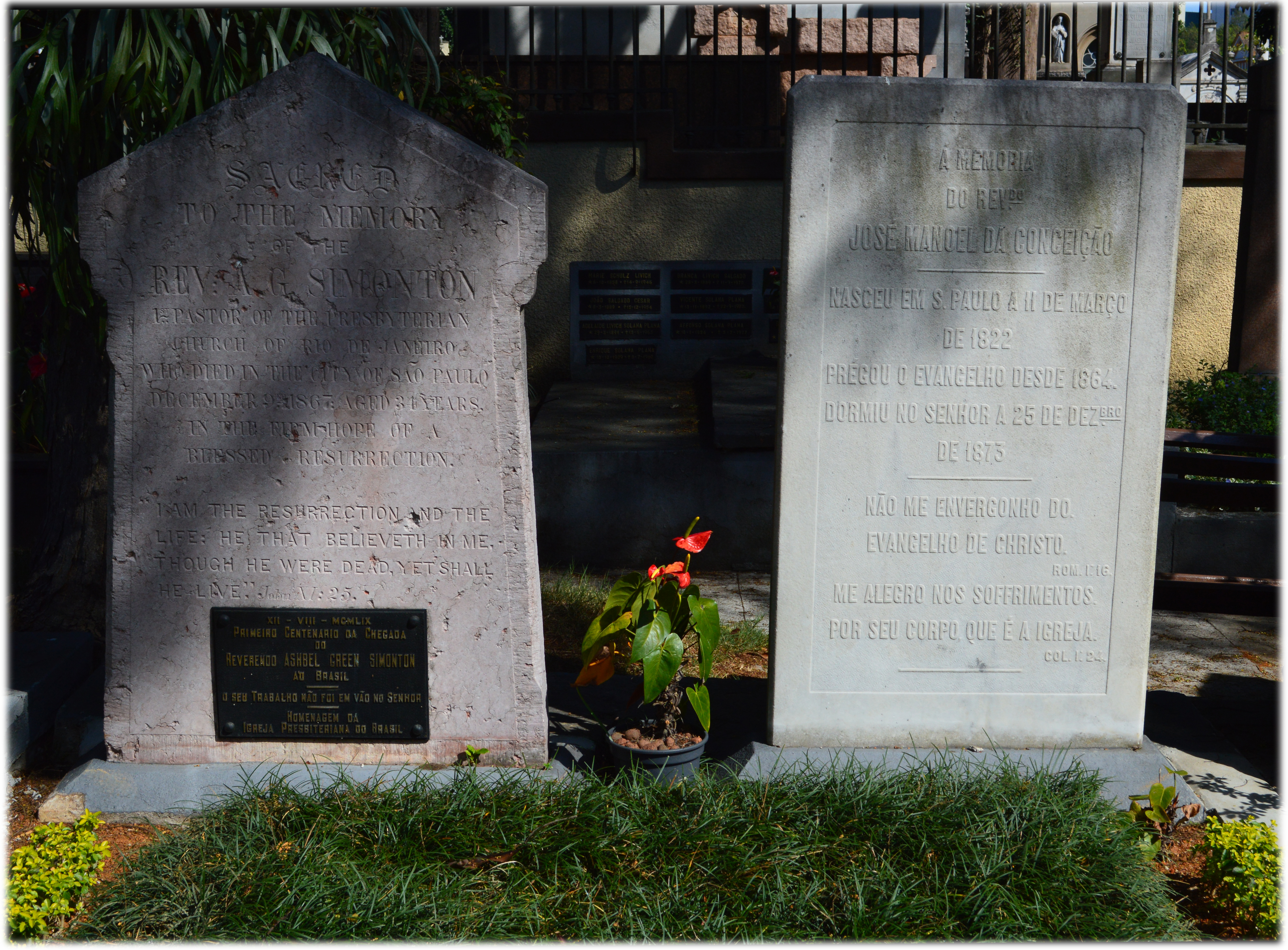
Ashbel Green Simonton e José Manoel da Conceição

Uma das histórias do cemitério é a de Ashbel Green Simoton e José Manuel da Conceição. Ashbel foi um missionário americano que criou a Igreja Presbiteriana do Brasil e José foi um ex-sacerdote católico que se converteu ao protestantismo e ingressou na igreja criada por Ashbel Simonton. Essas duas figuras do presbiterianismo no Brasil foram sepultadas uma ao lado da outra no Cemitério dos Protestantes.
Exemplos de personalidades ilustres são:
- Anita Malfatti - artista modernista brasileira
- Ashbel Green Simonton - primeiro missionário presbiteriano no Brasil, fundador da Igreja Presbiteriana do Brasill;
- Broder August Sönksen - comerciante, presidente da Fábrica de chocolates Sönksen, uma das primeiras indústrias de doces em São Paulo;
- Carlos Rath - geólogo, engenheiro , desenhista, doutor, entre outros. Foi importante na construção de cemitérios em São Paulo como o próprio Cemitério dos Protestantes;
- Christian Heins - piloto brasileiro de automóveis, morto em acidente na 24 Horas de Le Mans;
- Charles Miller - pioneiro do futebol no Brasil
- Eduardo Carlos Pereira - fundador da Igreja Presbiteriana Independente do Brasil;
- Guilherme Wieman - fundador de inúmeras associações, clubes e sociedades alemãs em São Paulo, foi um dos primeiros a ser sepultado neste cemitério;
- José Manuel da Conceição - ex-sacerdote católico que se converteu ao protestantismo. Foi o primeiro pastor presbiteriano (e primeiro pastor evangélico) ordenado no Brasil.
- José Ramos Tinhorão - jornalista, crítico e historiador musical brasileiro.
- Rubens Ewald Filho - apresentador, cineasta e diretor teatral.
- Simeon Boyes - engenheiro inglês imigrante eminente como empresário industrial fundamental na evolução do distrito do Belém, na Zona Leste de São Paulo.